# Adrián Zambelli
Hugo Adrián Zambelli (Lanús, Buenos Aires, Argentina; 4 de abril de 1953 - Idem; 11 de agosto de 2009) fue un bailarín, cantante, actor y estilista argentino.

## Carrera
Hijo de un matrimonio conformado por Juan Zambelli y Elvira Fernandez, se crio junto a su hermana melliza Mirta Sofía Zambelli y su hermano mayor Juan Carlos en un hogar de clase media.
Zambelli fue un destacado bailarín argentino que tuvo alto grado de popularidad en su país durante las décadas de 1970 y 1980.
Formó parte del musical HAIR en los años 1970 y 71 (teatro Argentino).
Hizo su debut como primer bailarín, el 22 de abril de 1974, en la Revista de Oro en el Teatro Astros siendo desde esa revista el bailarín preferido de Susana Gimenez (la cual debutaba en el mundo de la revista) naciendo una gran amistad entre ellos. Trabajó en decenas de espectáculos como primer bailarín y coreógrafo de capocómicos de la talla de Adolfo Stray, Alberto Olmedo, Jorge Porcel, Antonio Gasalla y Javier Portales. Fue partenaire de primeras vedettes como Nélida Roca, Moria Casán, Susana Giménez, Patricia Dal, Silvia Peyrou, entre otras.
En cine se destacó en las películas cómicas Mi novia el... (1975) dirigida por Enrique Cahen Salaberry protagonizada por Alberto Olmedo y Susana Giménez; Las turistas quieren guerra (1977), nuevamente de la mano de Salaberry, junto a Olmedo y Jorge Porcel; y Expertos en pinchazos (1979) bajo la dirección de Hugo Sofovich y encabezada por Alberto Olmedo, Jorge Porcel y Moria Casán.
En su etapa como cantante interpretó temas bajo el nombre de Adrián Zambelli y las Roll Show como Chiquilina, Me Basta y Chau.
Falleció víctima de un cáncer en el 2009.

## Polémica
En el 2000, ya alejado del espectáculo y dedicado a la profesión de peluquero, tuvo su momento de escándalo tras ser acusado de atestiguar falsamente durante un juicio oral tras los asesinatos del general chileno Carlos Prats y de su esposa, Sofía Cuthbert el 30 de septiembre de 1974 . El único sospechoso de ese crimen fue el supuesto exagente de inteligencia chileno Enrique Arancibia Clavel, quien conoció y mantuvo una relación de años con Zambelli.

## Filmografía
- 1979: Expertos en pinchazos. como hombre gay en fiesta de disfraces.
- 1977: Las turistas quieren guerra.
- 1975: Mi novia el... como Roberto, el bailarín.[3]

## Televisión
- 1978: Domingo para la juventud, conducido por Silvio Soldán

## Teatro
- 1992: Karim Buenos Aires Revue, con el músico de guitarra flamenca Quique de Córdoba y quince bailarínas.
- 1983: Los reyes de la risa - Teatro Regina de Mar del Plata junto a Jorge Porcel, Alberto Olmedo, César Bertrand, Délfor Medina, Patricia Dal, José Luis Gioia, Hugo Varela, Alejandra Aquino, Ruth Durante, Úrsula Maier, Françoise Dugas, Marta Spatola y Matilde Magi.
- 1983: Prohibida - Teatro Astral junto a Jorge Porcel, Alberto Olmedo, César Bertrand, Delfor Medina, Hugo Varela, José Luis Gioia, Patricia Dal, Mónica Guido, Silvia Peyrou, Alejandra Cánepa, Guillermo Guido y Mario Sapag.
- 1982: Loquero en la revista - junto a Alberto Olmedo, Néstor Robles, Jorge Porcel, Moria Casán, Javier Portales, Valeria Lynch, Pochi Luna, Oscar Rullán, Patricia Dal, Marta Spatola, Cristina Maggi, Aldo Schaffer, Matilde Maggi, Mario Álvarez, Gabriela Fernández, Daniel Blanco, Gloria Olivera, Carlos Olivera, Andrea Ceruse, Marisa Arbo y Diana Capasso.
- 1981: Maipo 100x100 Gasalla, con Antonio Gasalla, Cecilia Narova, Mónica Brando, Regina Dos Santos, Alfredo Jiménez, Jovita Luna y Paola Morin.[4]
- 1980: Con Stray, Moria, Gogó y Tristán, la campana hace Tan... Tan, estrenada en el Teatro La Campana en Mar del Plata. Junto a Adolfo Stray, Moria Casán, Gogó Andreu, Tristán, Petty Castillo, Jorge Troiani, y las hermanas Maggi.
- 1974: La revista de oro, con Susana Giménez, Jorge Porcel y Nélida Roca.

## Temas interpretados
- Este amor que sabe tanto.
- Seré yo el primero.
- Te quiero a pesar de todo.
- Ni tu ni yo somos la misma piedra.
- Me basta.
- Chiquila el amor llegará.
- Dame más de tí.
- Amame sin temor.
- ¿Con cuál te quedarás de los dos?
- Chau te digo chau